# トヨタ・ハイメディック
トヨタ・ハイメディック（HIMEDIC）は、トヨタ自動車が1992年（平成4年）から生産・販売する高規格準拠救急車である。

## 歴史

### 初代（1992 - 1997年） UZH132S・138S
- 1991年10月 - 第29回東京モーターショーにトヨタアンビュランスの名で参考出品[1]。
- 1992年5月 - 救急救命士法施行後、国産自動車メーカーで初めて高規格救急車「トヨタ救急車・ハイメディック」を発売する[2]（前期型）。
  - ハイエーススーパーロングをベースに改造し、車体を115mm（ミリメートル）拡幅した。エンジンはハイエースおよびトヨタ救急車（2B型）に設定のない初代セルシオ用のV型8気筒4.0リッターの1UZ-FEが搭載[注釈 1]され、電子制御サスペンションのTEMSも装備された。
  - メーターはデジタルメーターが採用された（アナログメーターも選択可能）。
  - レスキューセットを格納するサイド収納ボックスはメーカーオプションで設定した。
  - デビュー当初は専用型式が取得されておらずトヨタ救急車（2B型）の改造車扱いとなっていた（T-RZH133S改）。
- 1993年8月 - マイナーチェンジ（後期型）。Z-UZH132Sとして型式認定を受ける。
  - サイドミラーをカラードからメッキに変更。
  - スライドドアガラスと左側クォーターガラスを固定式から開閉式に変更。
  - ステアリングホイールを2本スポークから4本スポークに変更。
  - センターキャップをメッキからブラックに変更。
- 1994年8月 - フルタイム4WD車を追加設定。4WD車は6穴スポークホイールで車体側面とリアバックドア助手席側にFULL TIME 4WDのステッカーが追加されている。追加当初は2WD車の改造扱いであった（Z-UZH132S改）。
- 1995年8月 - 一部改良。平成7年排出ガス規制に適合させた。4WD車がGB-UZH138Sとして型式認定を受ける。
- ハイエースやトヨタ救急車（2B型）とは異なり、初期型から一度もフェイスリフトが行われなかった。全国各地の消防本部に配備された車両は、消防車と比較し極めて過走行となるのが早い救急車という用途の性格上かつ、これも救急車という用途の性格上運行中の不具合や故障が許されないため、ほとんどが早いスパンで新車に更新され廃車になっており、アフリカ・東南アジアなどの開発途上国に払い下げまたは寄贈され、現地の救急車として活躍する車両も見られたが[注釈 2]、老朽化によりほとんどが廃車になっている。
- 2025年現在、救急車用架装部分の補修部品供給が終了しているため、日本国内で現役の救急車として稼働している車両は、全国で数台を残すのみとなっている。
- 標準仕様のサイレンアンプは前期型から後期型まで「フィーヨーサイレン」[注釈 3]との俗称が散見される特徴的なサイレン音だった。

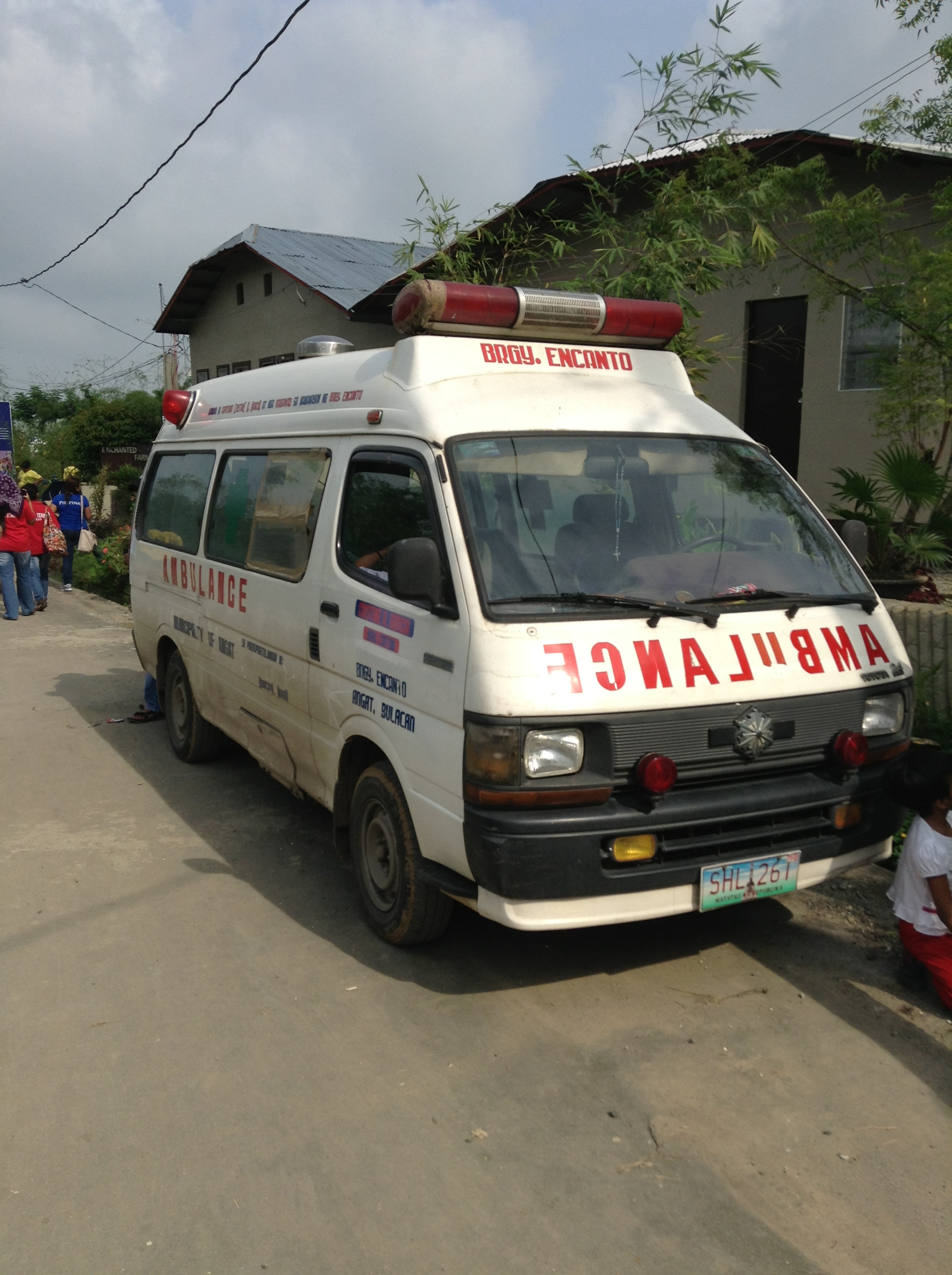
フィリピンで再利用されるトヨタ救急車（左ハンドルに換装） （2B型）前期型
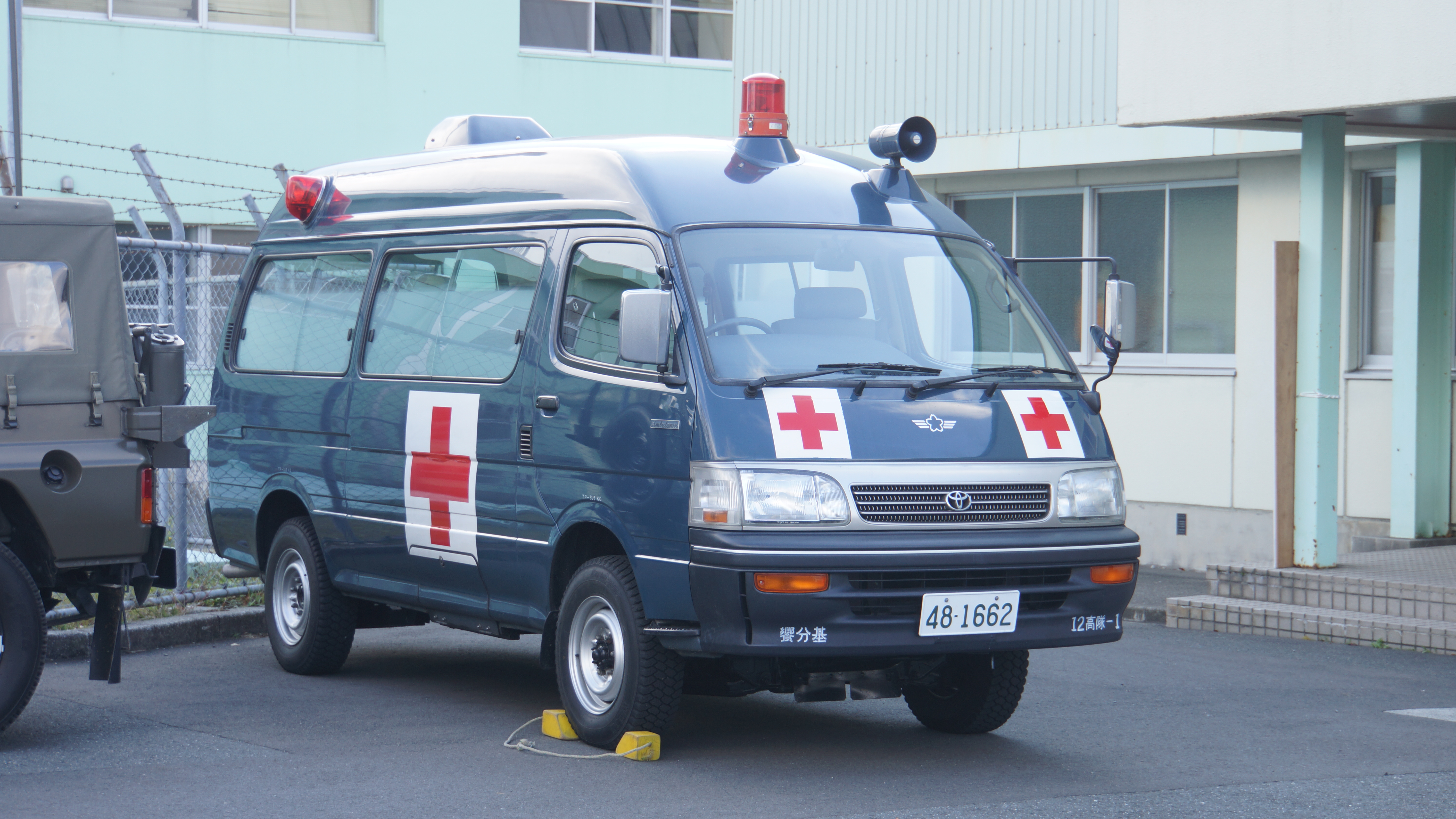
航空自衛隊基地 トヨタ救急車（2B型） 中期型
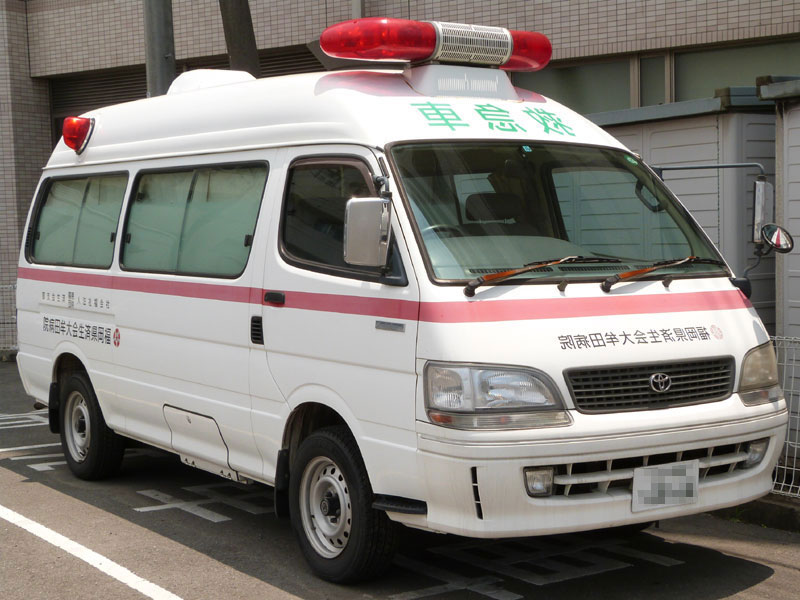
トヨタ救急車（2B型） 後期型

### 2代目（1997年 - 2006年） VCH32S・38S
- 1997年5月8日 - フルモデルチェンジ。
  - 欧州の新しい衝突安全基準を満たすためにセミキャブオーバー化された欧州仕様ハイエースロングボディ（日本におけるグランビアと同一）と、デザイン・メカニズムの大部分を共用する。初代に引き続き、前面に張り出したルーフ内蔵式赤色灯のデザインポイントは2代目でも継承された[3]。
  - 内装も輸出仕様のハイエースロングボディから流用されたもので、グランビアと比較すると（救急活動が前提のため）質素なものとなっている。ステアリングは当初2本スポークだったが、途中の小改良で4本スポークになった。
  - シフトレバーはコラムシフトになり、前後左右のウォークスルーが可能になった。パーキングブレーキは初代同様レバー式。
  - 特徴的な装備として4WSが装備され、狭い路地における車体の取り回し性能が向上した。
  - 初代に引き続き一部の車両を除いてパトライト社製のサイレンアンプを搭載しているが、型番が違うため異なるサイレン音で、通称ピーコサイレンと呼ばれている[4][5]。
  - 1999年8月3日 - グランビアが後期型マイナーチェンジしたが、本車両はマイナーチェンジを行わず継続販売となった。

- 1999年8月17日 - トヨタ救急車（2B型）をフルモデルチェンジすると共に、高規格仕様のハイメディックを一部改良し、販売を開始した。
  - 静かにドアを閉めることが可能なイージークローザーをバックドアに加え、スライドドアにもオプションで設定。排気管の横出しにより、救急活動時の排出ガスの影響を軽減した。
- 2002年5月 - マイナーチェンジにより、救急車初の良-低排出ガス車の認定を受ける。
- 2004年8月 - 実用化が難しいと言われていた高輝度LED式赤色点滅灯を小糸製作所と共同開発。フロントとリアのルーフ内LED式赤色点滅灯としてオプション設定[注釈 4]された。
- 2005年3月28日 - 規格に適合するため、ヘッドランプレベリング機構（マニュアル）とフォグランプが下部に移動、フロントアンダーミラーの標準装備化などが行われた。

- 救急自動車ではあるものの、一部の消防署（秋田市消防本部など）ではフロントバンパーにエアロパーツを装備した車両も少数ながら存在した。
- 初代ハイメディック同様、現役を退いて予備車または廃車になっており、消防車と同じ朱色に塗り替えて広報車や指揮車などに改装された車両や民間へ払い下げられて患者搬送車になったり海外に譲渡されたりしているが、老朽化により廃車になってきている。
- 2024年現在、救急車用架装部分の補修部品供給が終了しているため、日本国内で現役の救急車として稼働している車両は、全国で数十台を残すのみとなっている。

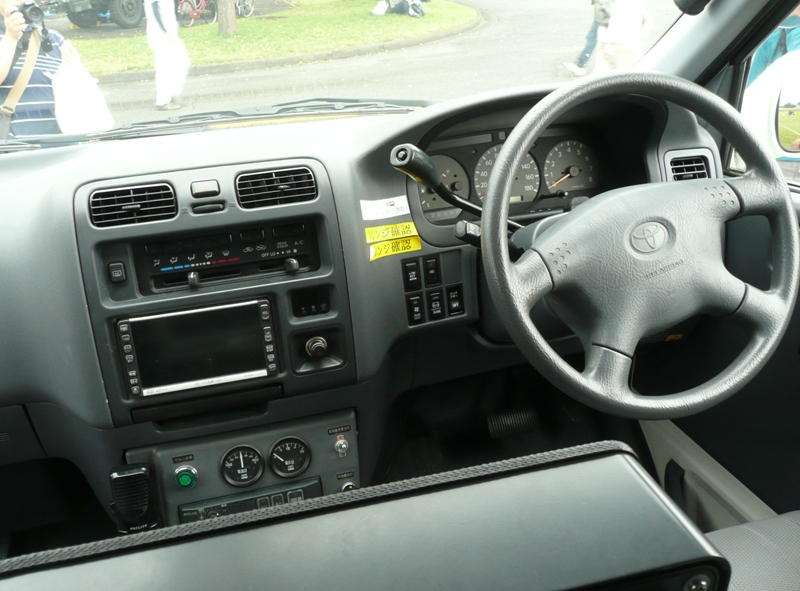
運転席
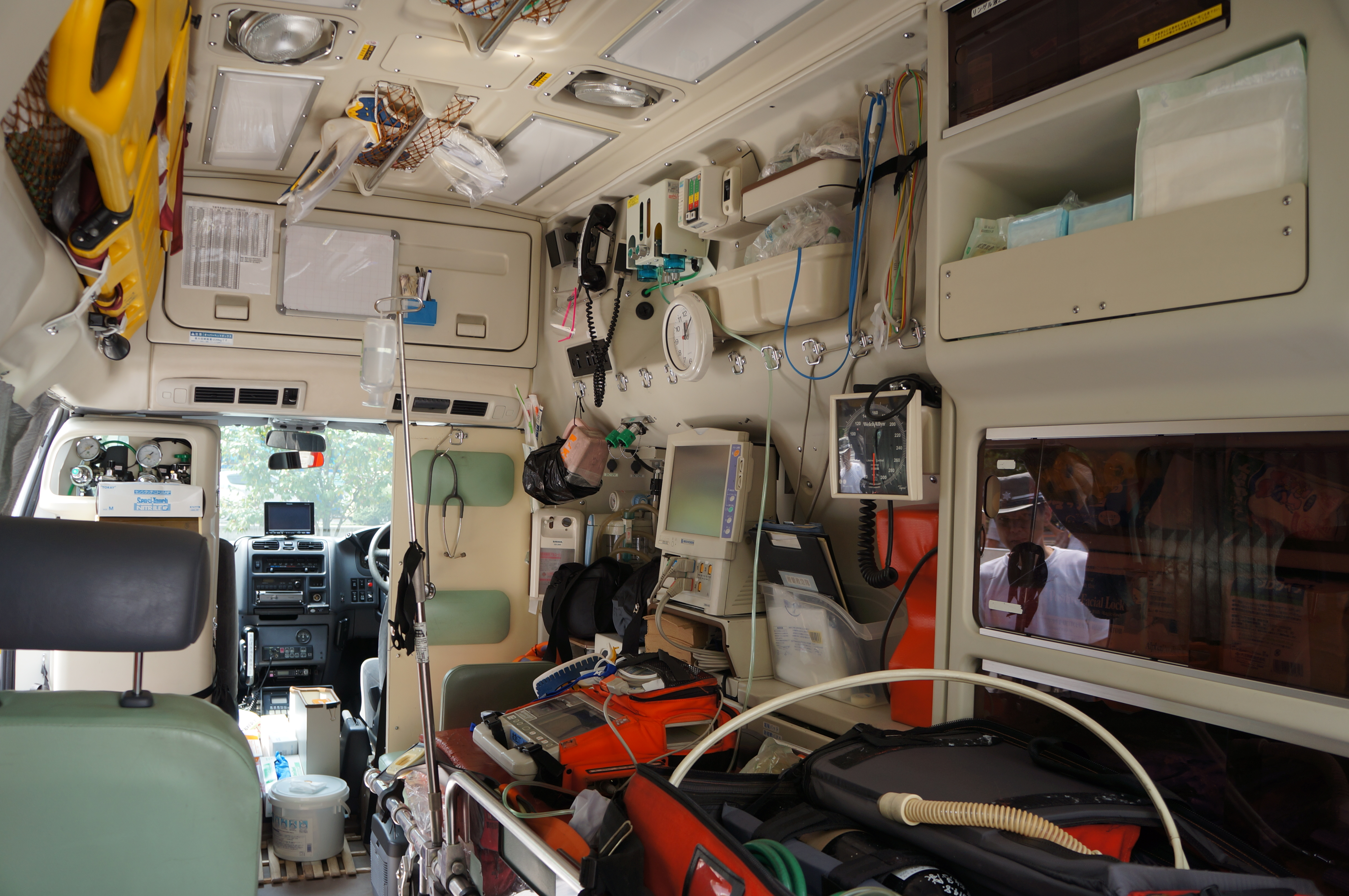
車内 仙台市消防局
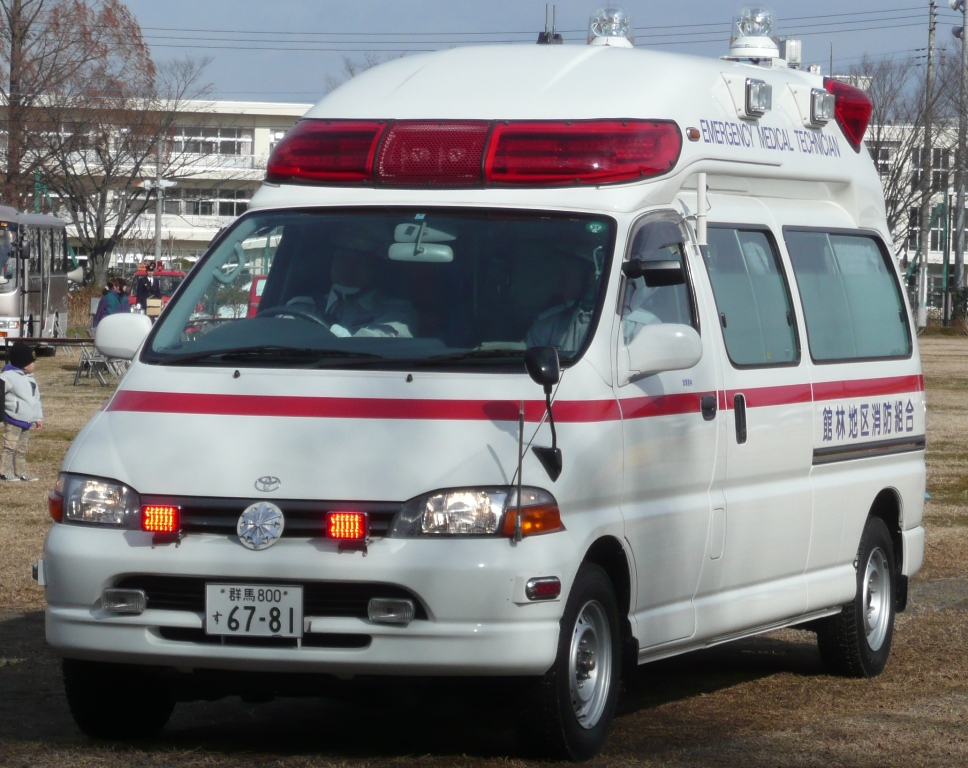
純正オプションの 全LED式赤色警光灯を 装備した車両 館林地区消防組合
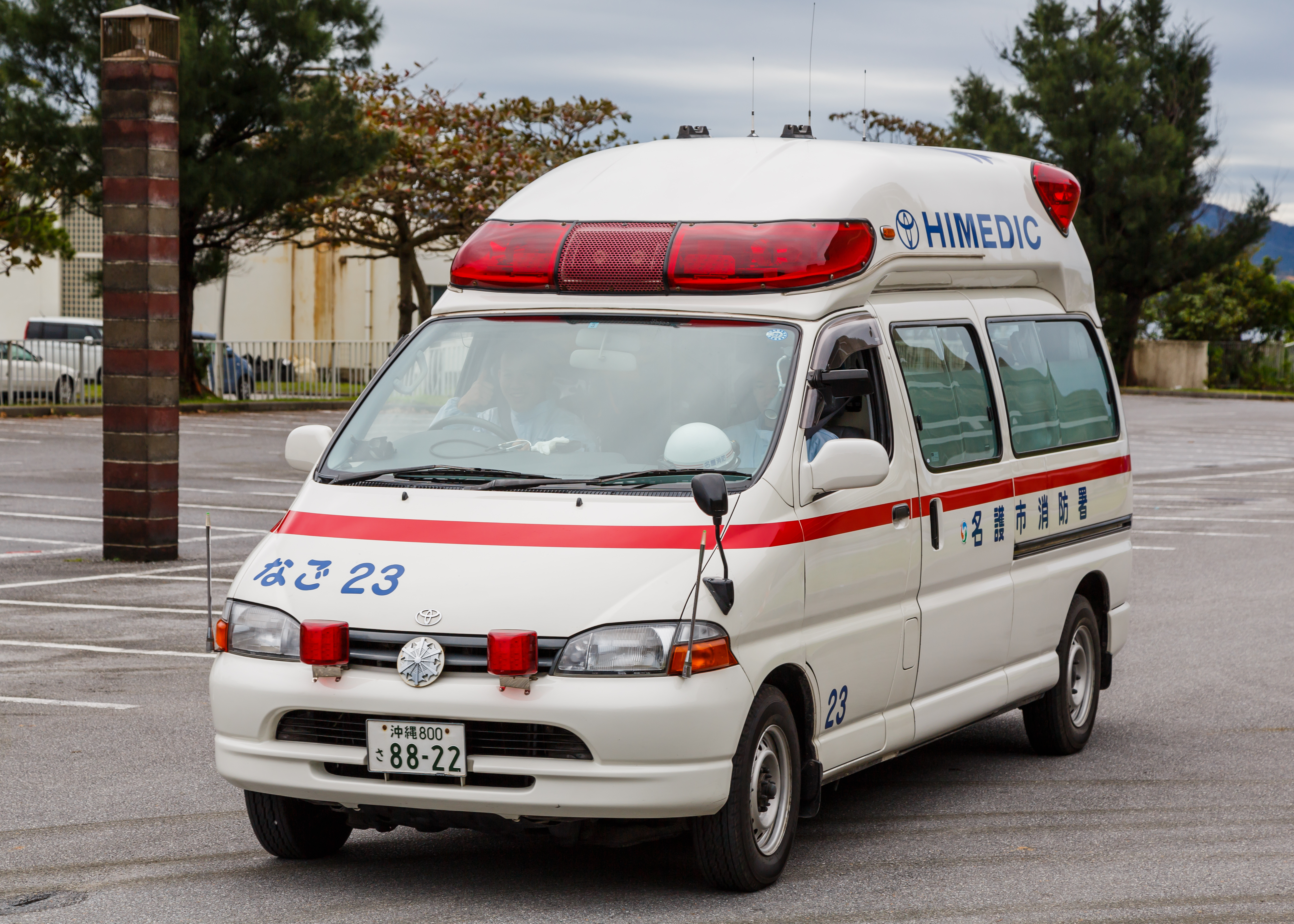
社外品LED点滅灯を ルーフ内の赤色灯へ 追加した車両 名護市消防本部
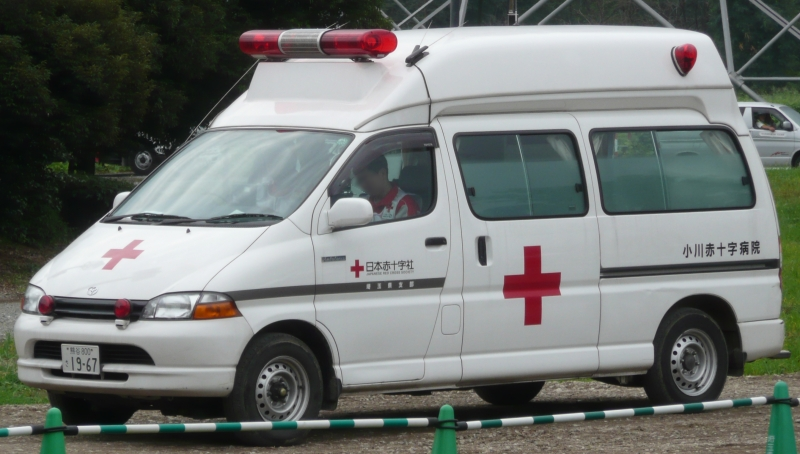
赤十字病院の救急車 トヨタ救急車 （2B型）
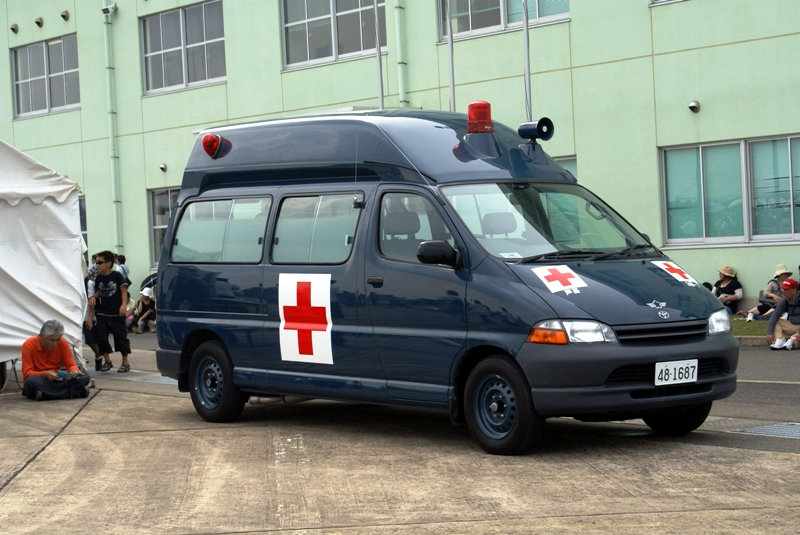
航空自衛隊基地 トヨタ救急車 （2B型）
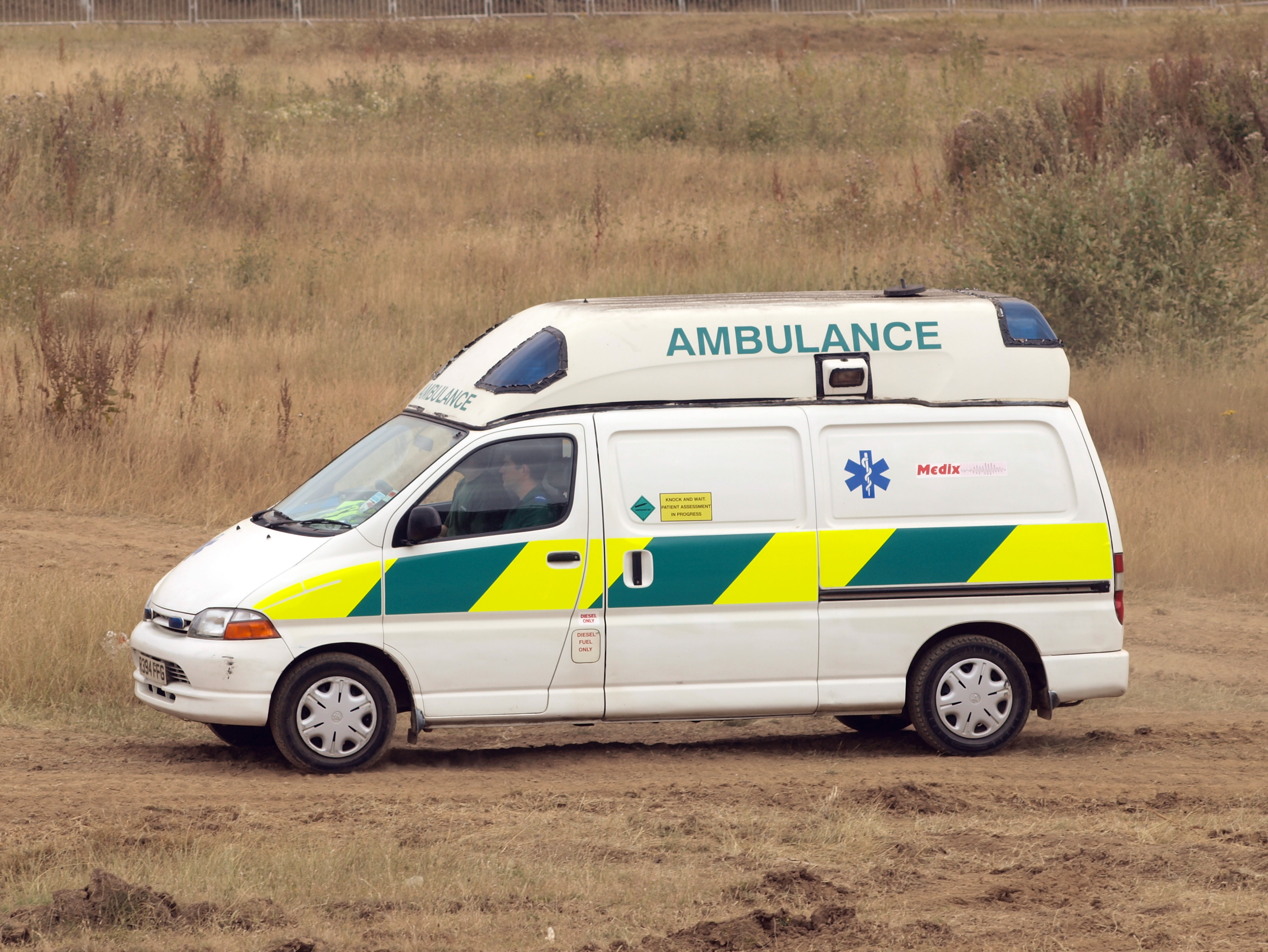
イギリス 欧州仕様ハイエース ロングボディ救急車
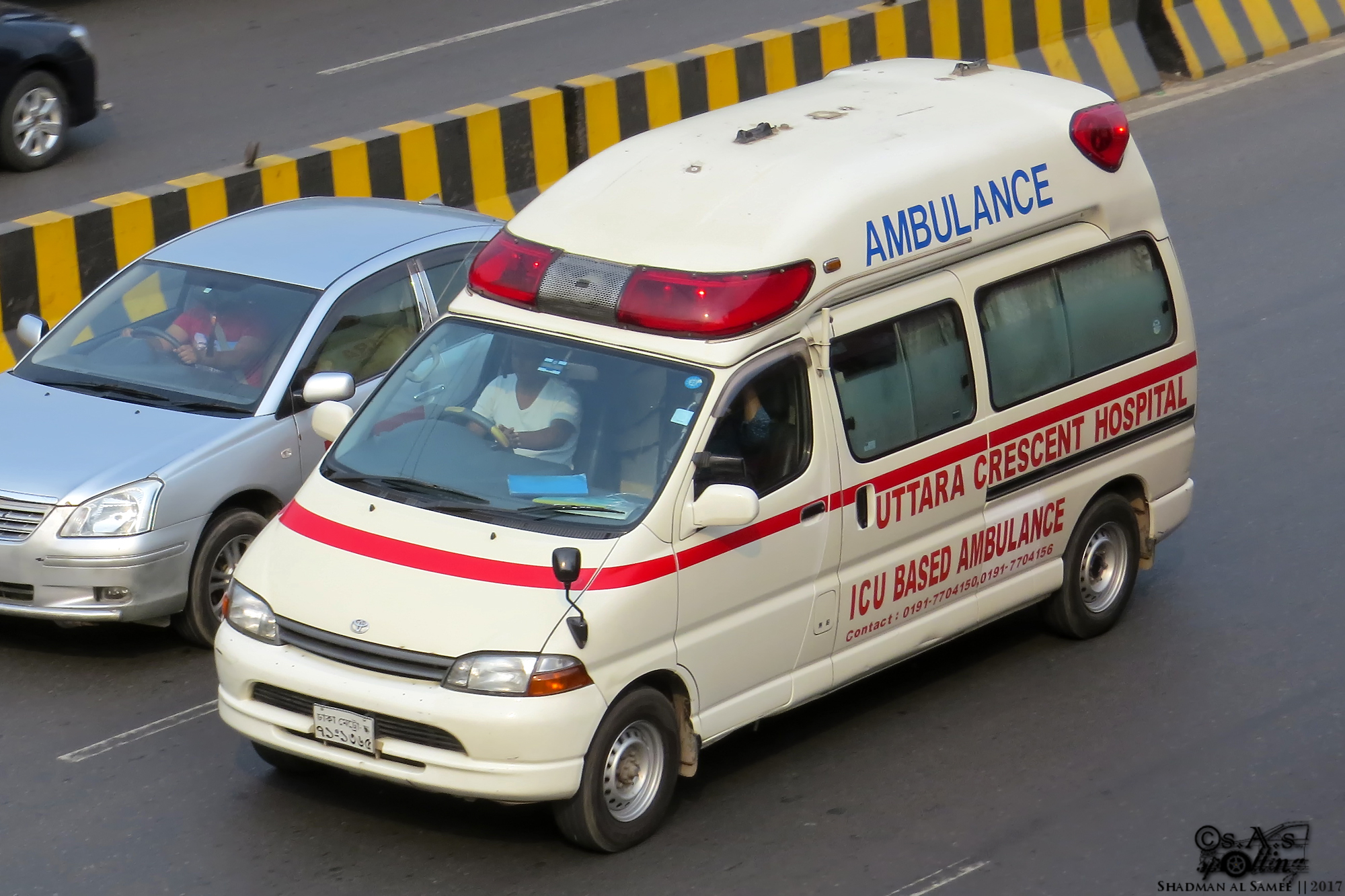
バングラデシュで 第二の人生を送る 2代目ハイメディック
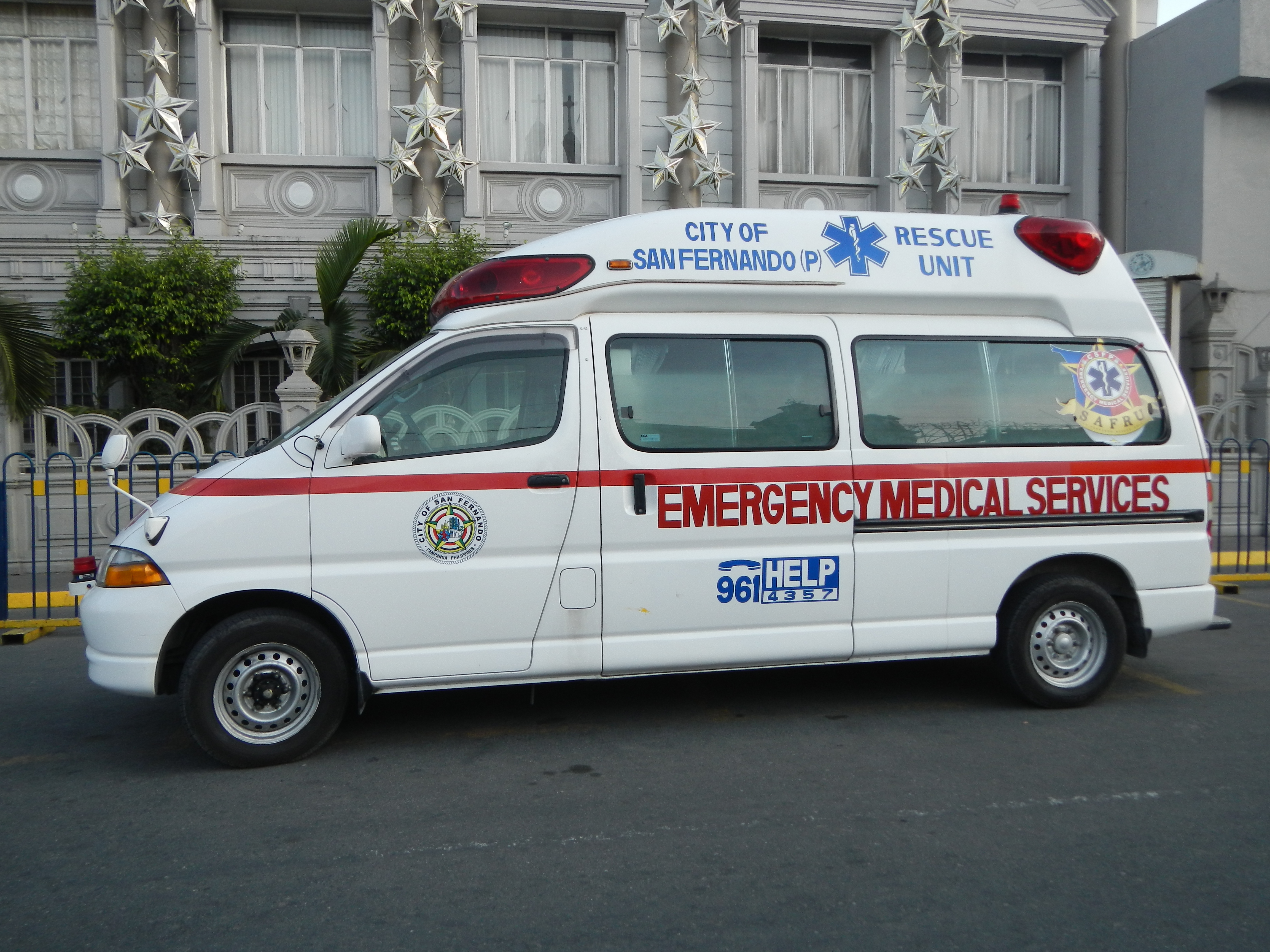
フィリピンで 第二の人生を送る 2代目ハイメディック

### 3代目（2006年 - ） TRH221S・226S
- 2006年4月27日 - フルモデルチェンジを実施（2B型を含む）（1型）[6]。
  - ハイエースのスーパーロング+両側スライドドアを設定する輸出用200系をベース車両として、初代と同様のキャブオーバースタイルとした。2代目に比べ全幅は80mm拡大し、全長は10mm減少した。全幅は歴代モデルで一番大きく全高は変わらない。エンジンの排気量や出力・トルクなどは2代目に比べて減少した。ハイルーフにFRP製でなくプレス鋼板を採用し、販売価格は2代目に比べて約300万円低減した。前面に張り出した警光灯は、初代から続く特徴的デザインである。
  - ハイメディックとトヨタ救急車（2B型）[注釈 5]は、ハイエーススーパーロングハイルーフより200mmほど高い専用架装で室内高1,850mmを確保している。
  - 救急自動車で初めて両側スライドドアを装備した。運転席側に救助器具、バッテリー、酸素ボンベ、工具、ゴミ箱保管場所を設けた。手洗い器の位置を見直し、広い患者室を実現した。患者室の室内幅ではパラメディックに劣るものの、室内長はセミキャブオーバースタイルのパラメディックを上回っている。これにより8人乗りが実現している。2代目は7人乗り。
  - 患者室に、バックボードとスクープストレッチャーを同時に収納できるボックスを装備し、患者室の標準シートカラーをオレンジとした。初代と2代目はグリーンであった。
  - 救急自動車（高規格･2B型含む）初の「国土交通大臣認定平成17年基準排出ガス50%低減レベル車」を取得した。ステアリング&ブレーキペダル後退低減機構、WILコンセプトシートを採用し、環境や安全性能を大幅に向上した。
  - シフトレバーはインパネシフト、パーキングブレーキはステッキ式、それぞれ変更してウォークスルー性が向上した。
  - 2代目のモデル末期からオプション設定した全LED式赤色警光灯[注釈 6]を全車標準装備する。
  - 寒冷地仕様は、北海道は標準装備、他地域はオプション設定する。3型まで、リアコンビネーションランプの右側は後退灯に代えて赤色のバックフォグランプを装備したが、4型からバックフォグランプはオプションとなった。
  - 前期型（1型）（2型）と中期型（3型）（4型）は各地で更新時期を迎えており、予備車になった後に売却され患者搬送車や劇用車として使用されたり海外へ譲渡される車両も見られる。
  - レースゲーム『グランツーリスモ7』では、2023年8月7日のアップデートにより本車種の2021年モデルが追加され、ゲーム内で運転することが可能になった（初期状態では福岡市消防局に所属のデザインが採用されている）[7]。

- 2009年3月30日 - 一部改良（2B型を含む）（2型）[8]。
  - バッテリー収納庫の形状を変更した。
  - 救急隊員用の後向き1人掛シートの座面を約100mm高くするとともに、横向き3人掛シート横に救急活動用パッドを設置して活動スペースを拡大した。
  - 大型フロント散光式警光灯内の左右側面にLEDランプを追加した。
- 2010年7月29日 - マイナーチェンジ（2B型を含む）（3型）[9]。
  - フロントバンパー、ヘッドランプ、フロントグリルのデザインを変更した。
  - ロービームに、オートレベリング機構付ディスチャージランプをオプション設定した。
  - フロントシートなどの内装色をダークグレーに変更した。
- 2012年4月16日 - 一部改良（2B型を含む、5月7日販売開始）[10]。
  - フロントルームランプにドア閉後も一定時間点灯するイルミネーテッドエントリーシステムを採用した。
- 2013年11月27日 - マイナーチェンジ（2B型を含む、12月9日販売開始）（4型）[11]。
  - フロントバンパー、グリル、ヘッドランプを変更し、ロービームにLEDヘッドランプのオプション設定を追加した。
  - リア側面のスライドドアウィンドウをプラグ式に変更した。
  - 内装はセンタークラスターパネルのデザインを変更し、平均燃費や外気温度などを表示するマルチインフォメーションディスプレイを標準装備した。
  - 利便性向上のため、バックドアイージークローザーを採用した。
- 2019年4月 - 従来は搭載するサイレンアンプがパトライトと大阪サイレンの二者択一であったが大阪サイレン一択となった。
- 2019年11月28日 - 活動状況に応じて3モードに変化して点灯するアクティビーコンを新車オプションとして追加設定した[12]。
- 2020年4月17日 - 一部改良（2B型を含む、6月26日販売開始）（6型）[13]。
  - 視認性向上のため、デジタルインナーミラーやパノラミックビューモニターをオプションで採用した。
  - Toyota Safety Sense、VSC、TRCなどを標準装備。
  - 運転支援システムのITS Connectをオプション設定した。
  - 変速機を4速ATから6速ATに変更した。
- 2021年4月 - オプション追加[14]。
  - TCD（トヨタカスタマイジング&ディベロップメント）オリジナルサイレンアンプ”e deck”を発売し、ハイメディック（2B型も含む）にオプション設定した。

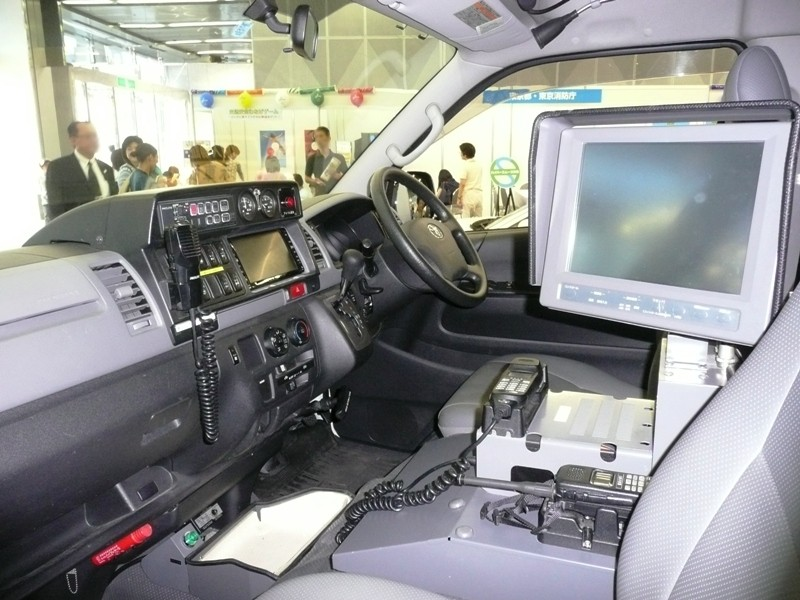
運転席（1型） 東京消防庁
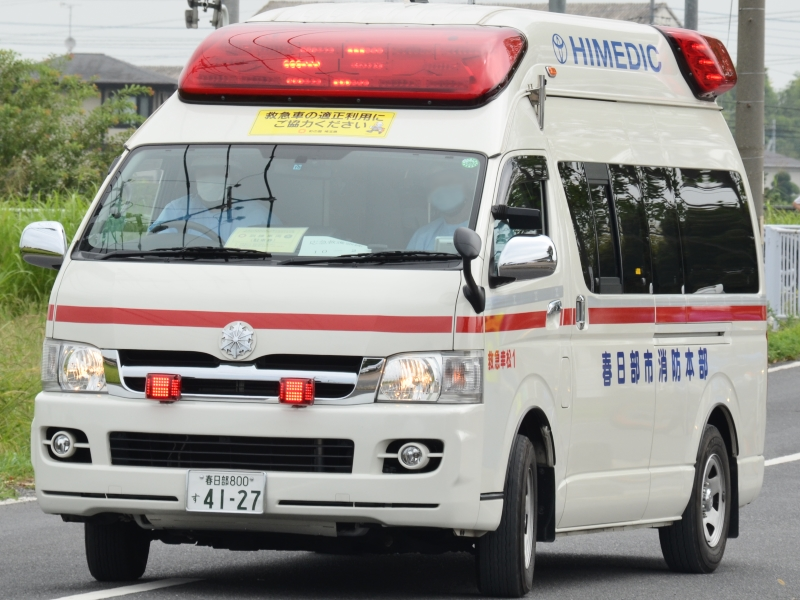
前部（1型） 春日部市消防本部
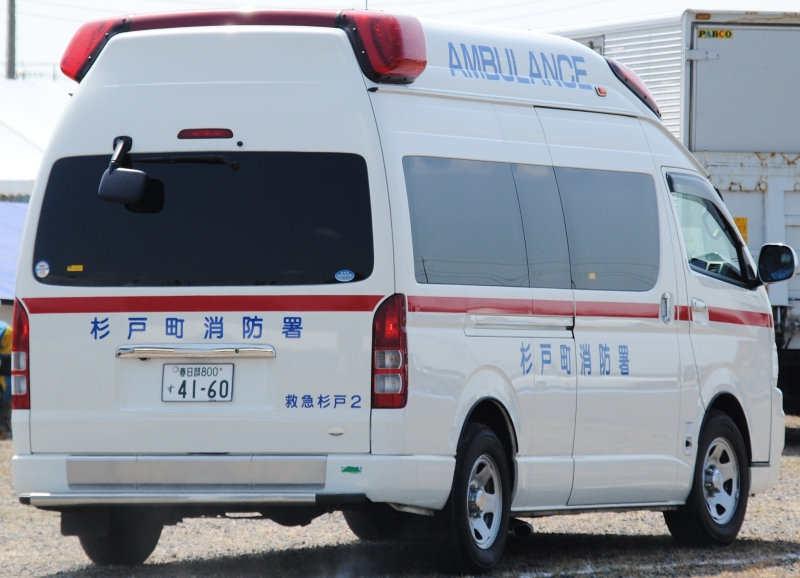
後部（1型） 埼玉東部消防組合 消防局
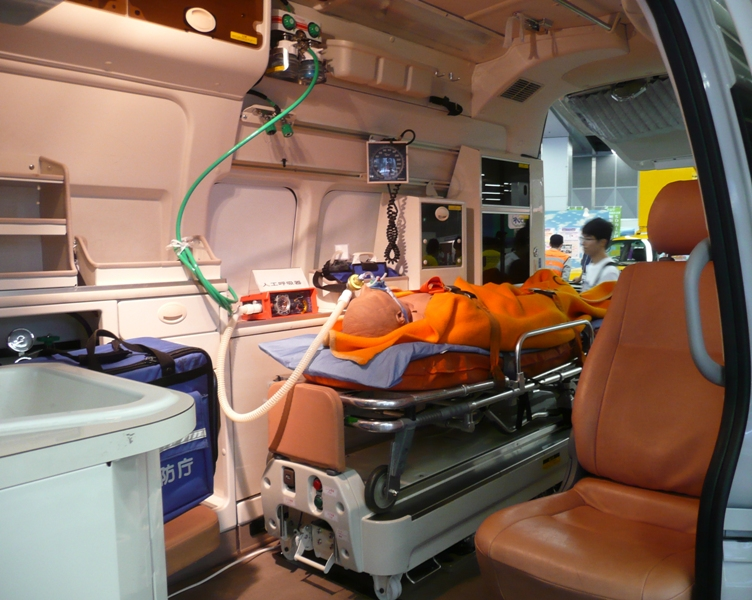
車内（1型） 東京消防庁
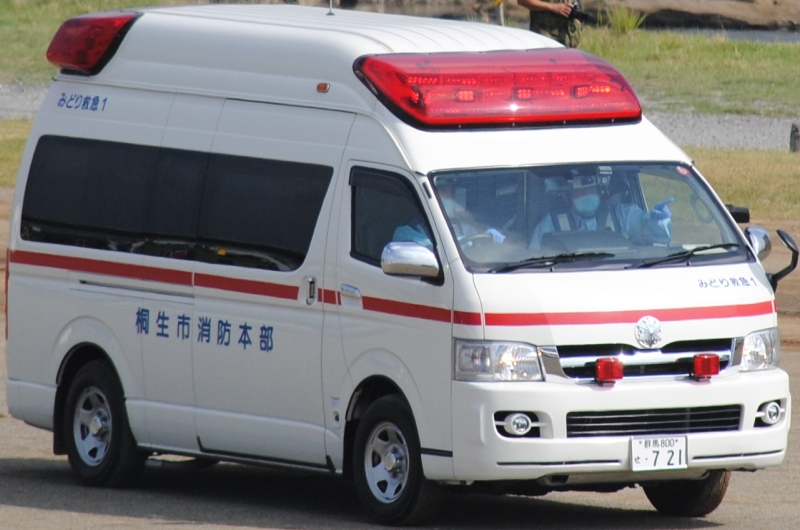
前部（2型） 桐生市消防本部
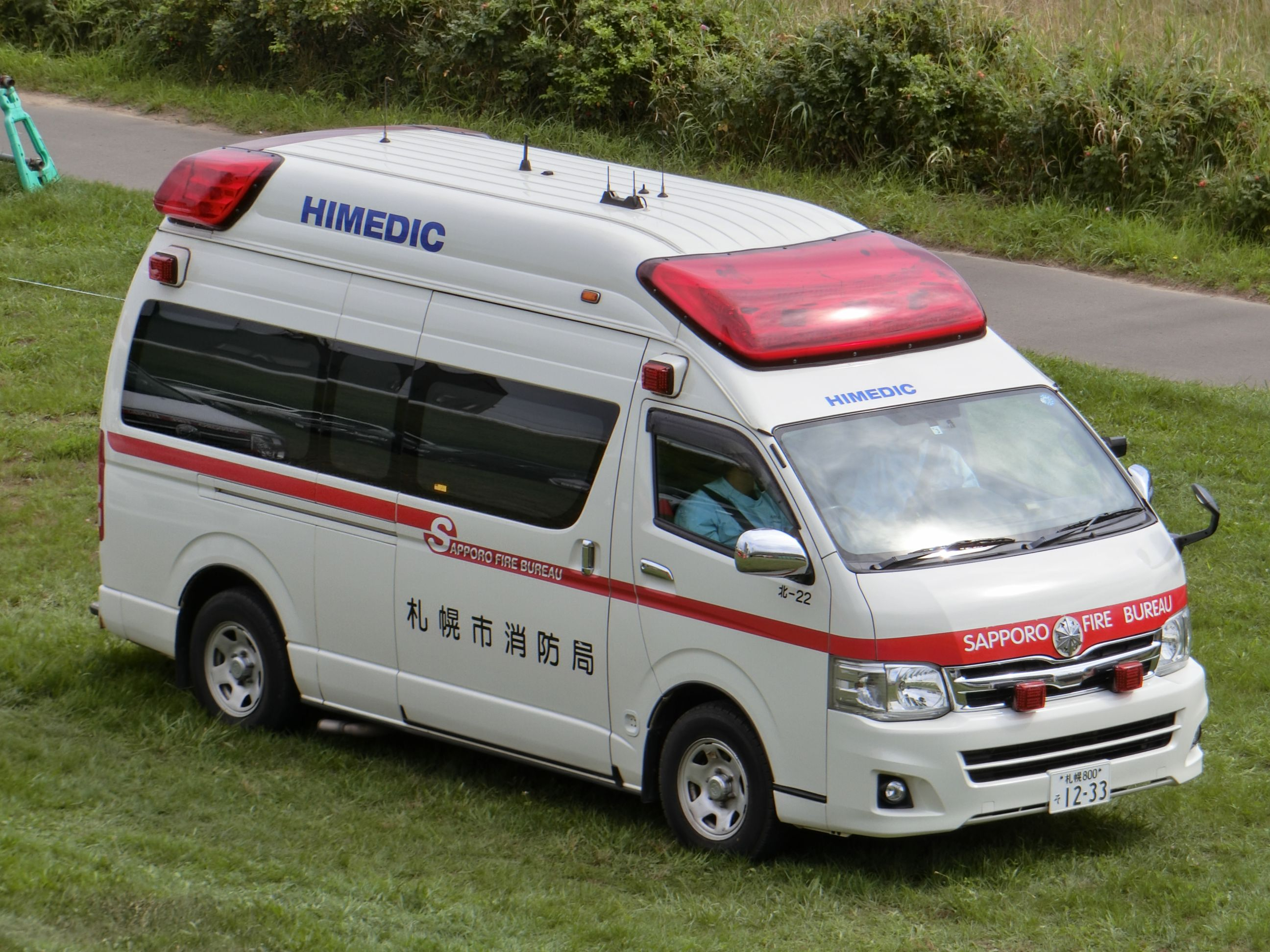
前部（3型） 札幌市消防局
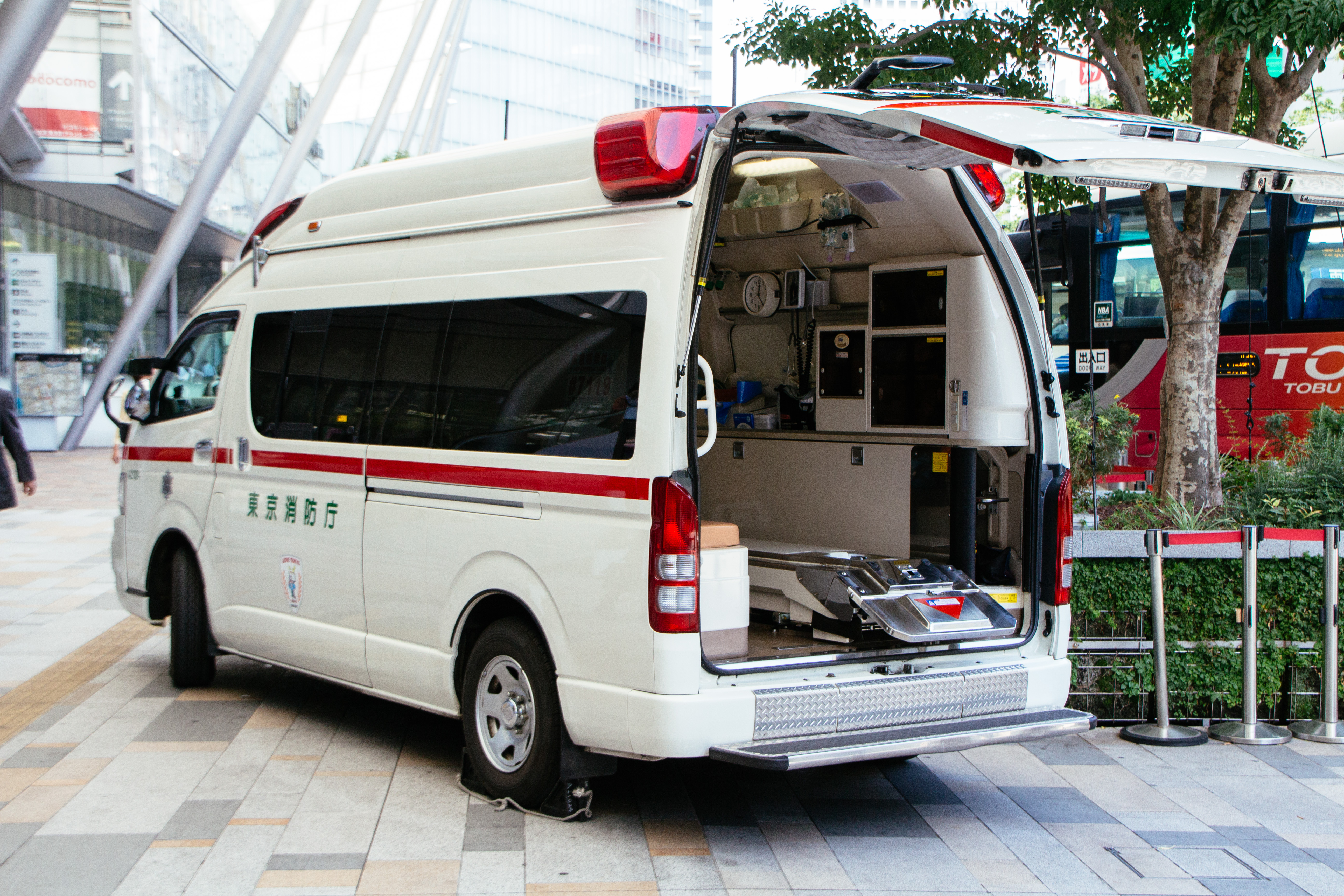
後部（3型） 東京消防庁
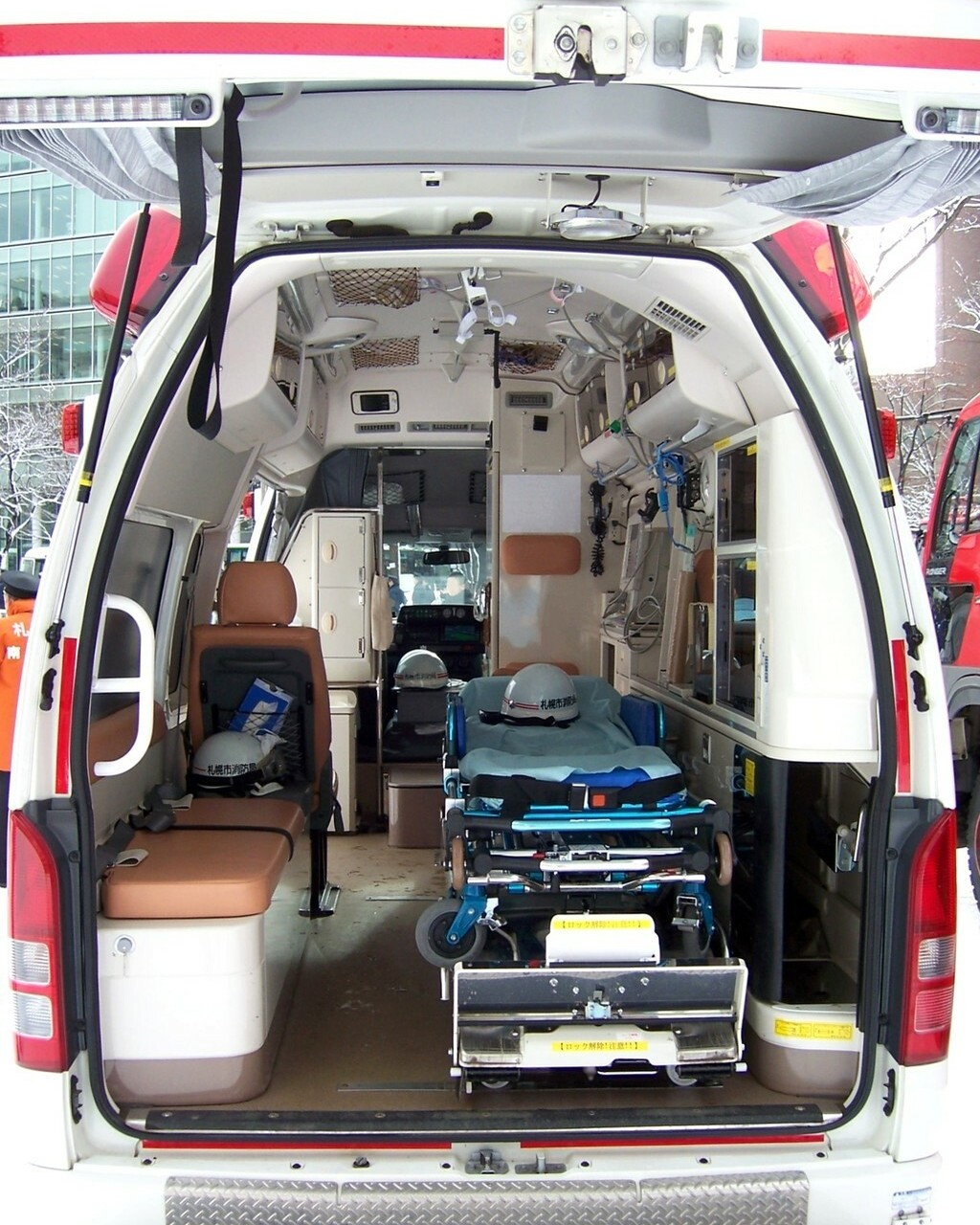
寒冷地仕様 車内 （3型） 札幌市消防局
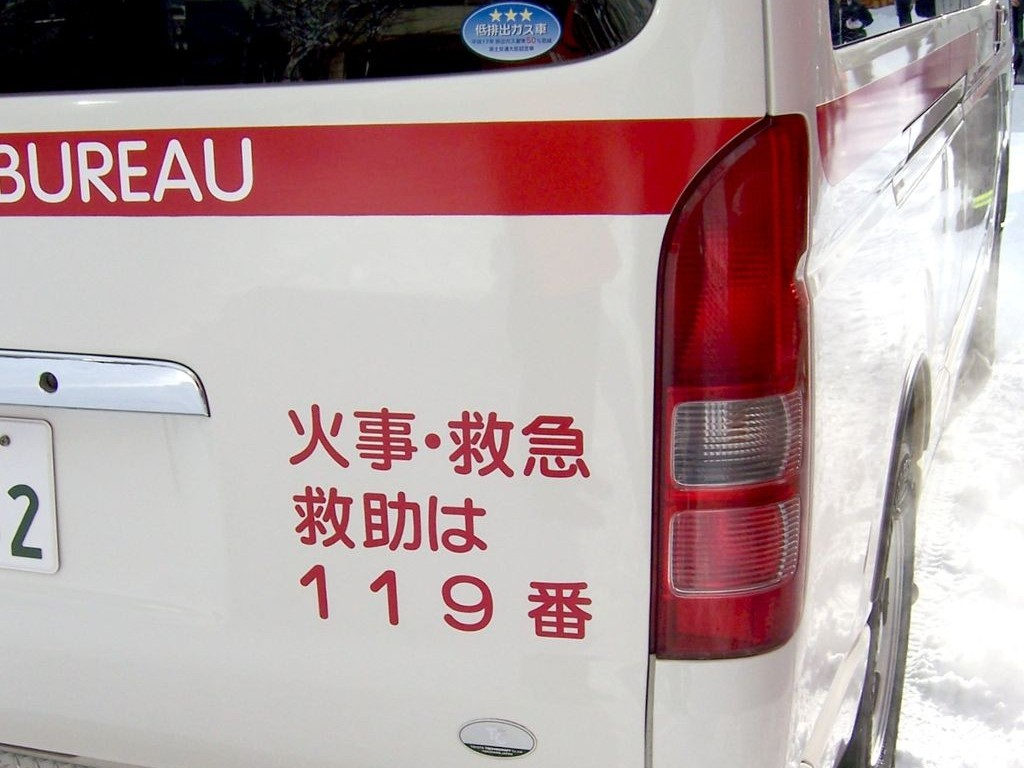
後部 寒冷地仕様 （3型） 札幌市消防局
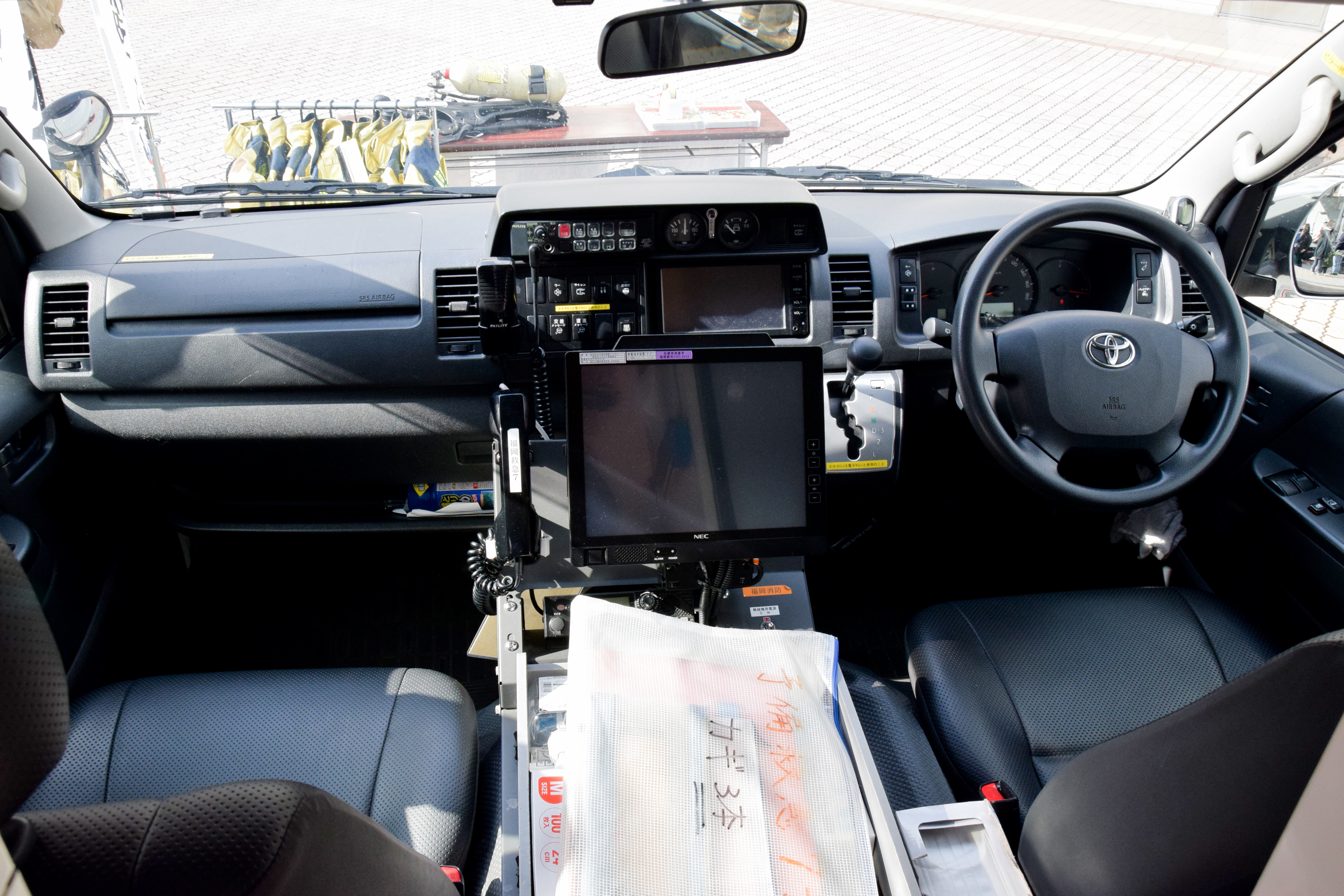
運転席（4型） 福岡市消防局
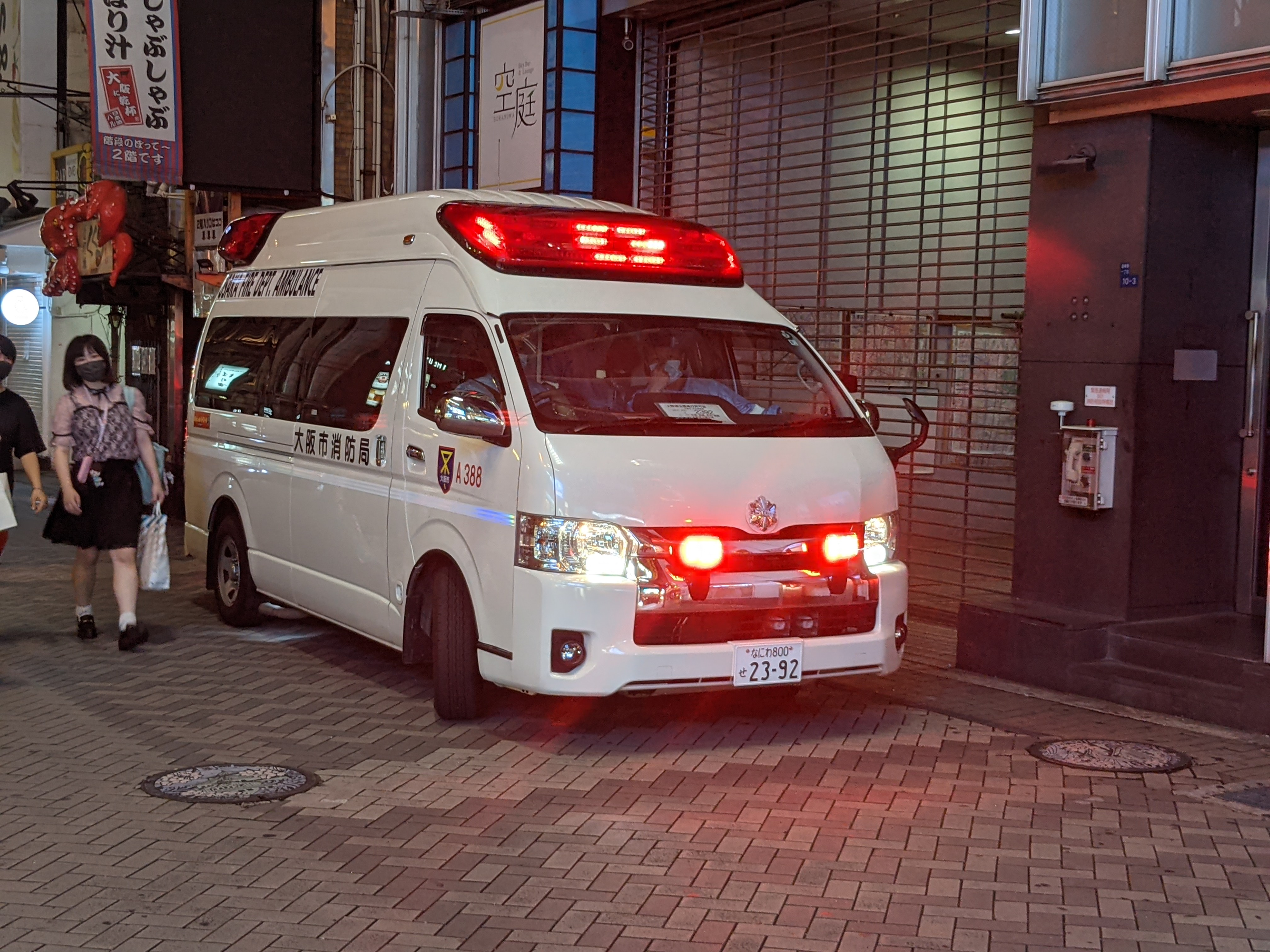
前部（4型） 大阪市消防局
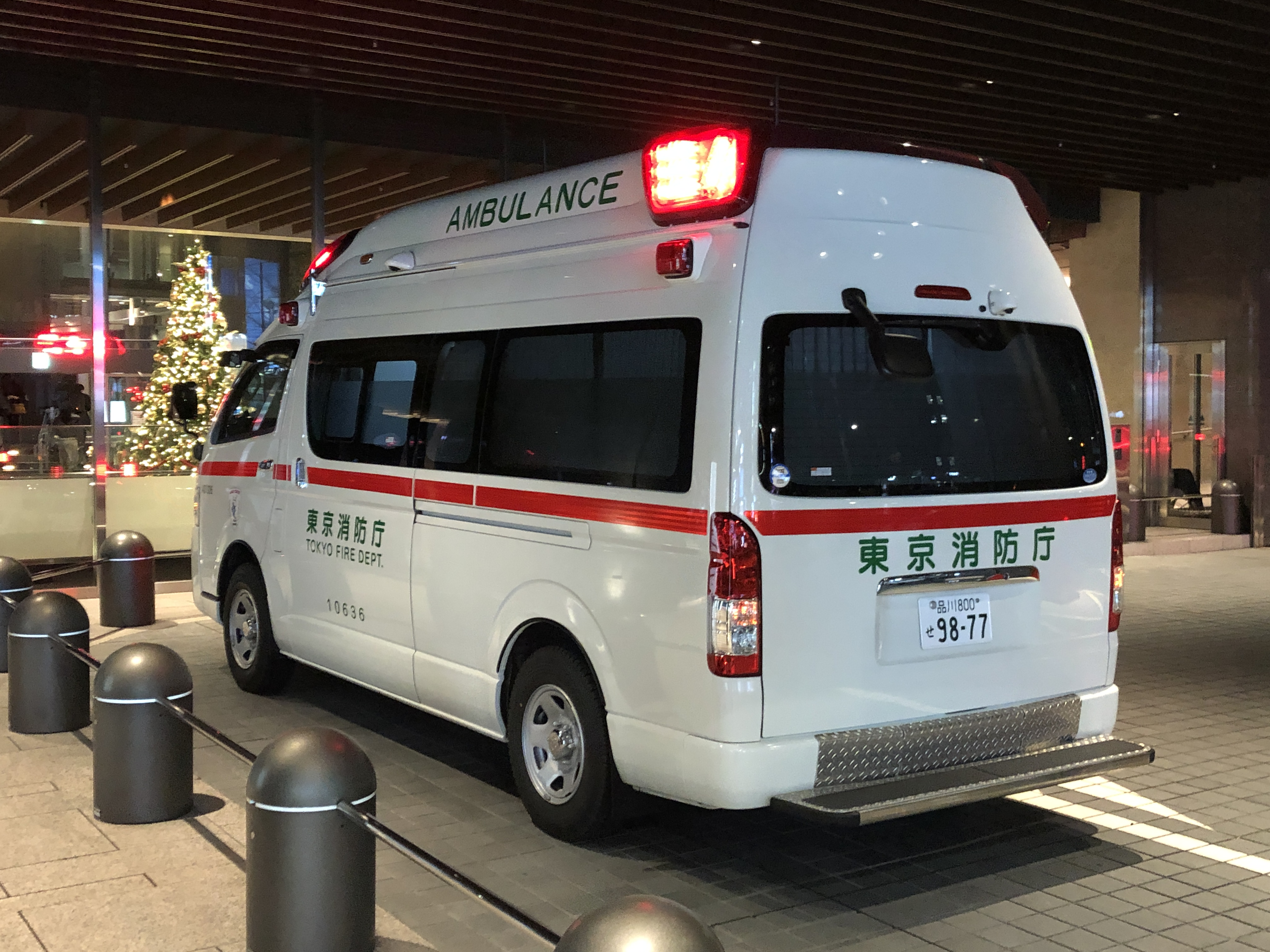
後部（4型） 東京消防庁
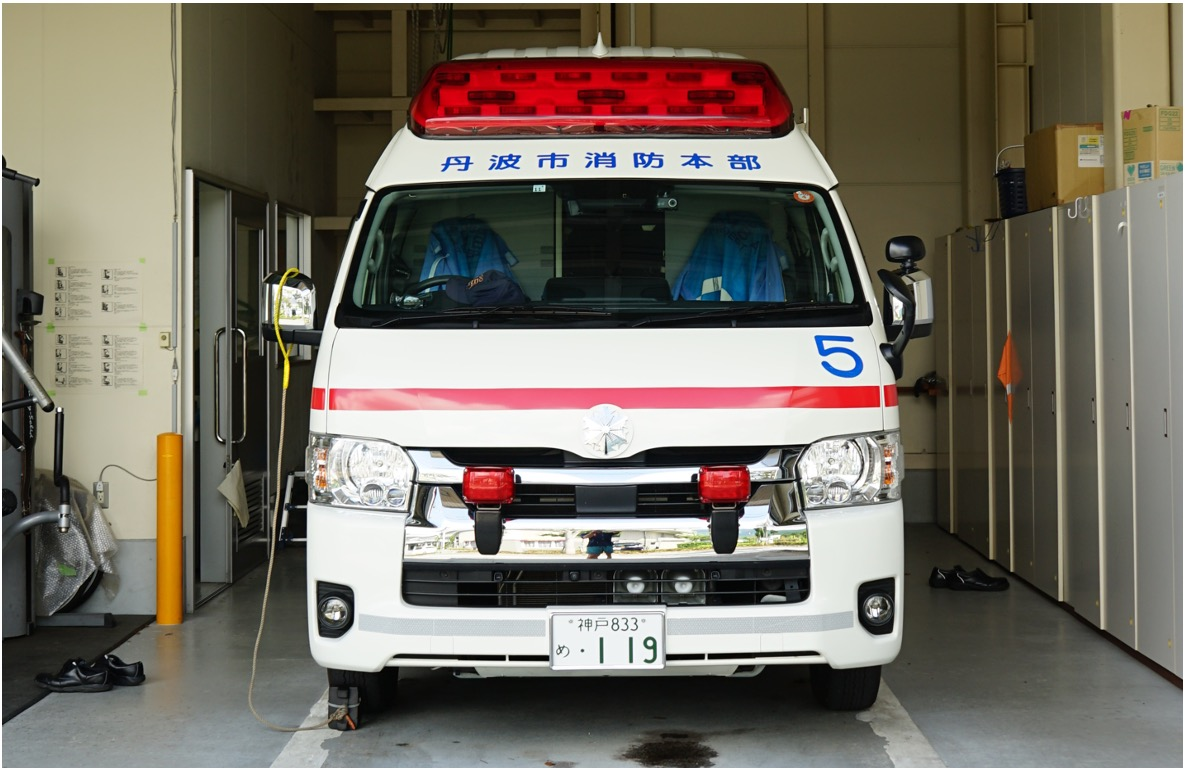
アクティビーコン 装着車（6型） 丹波市消防本部
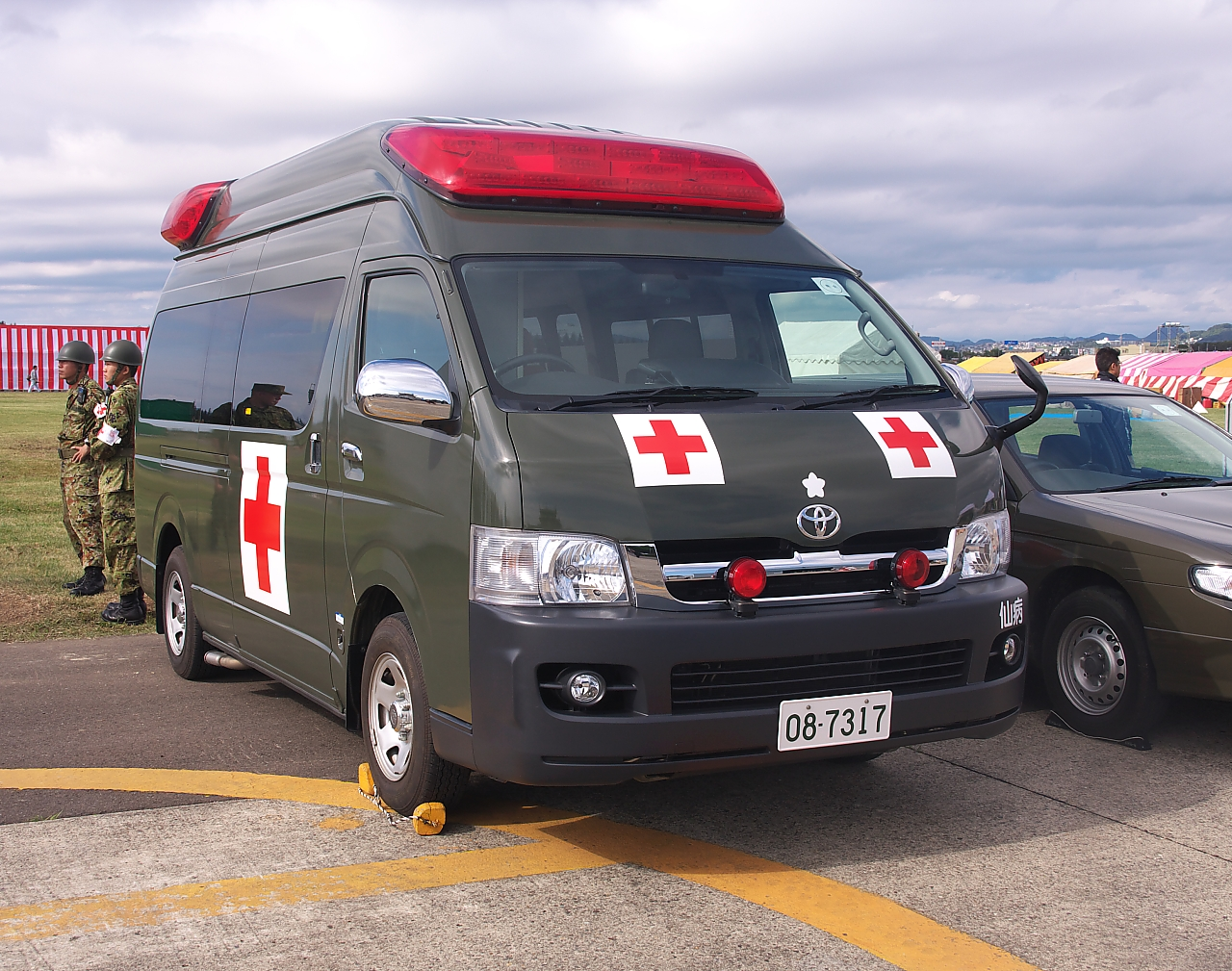
陸上自衛隊駐屯地 トヨタ救急車 （2B型）（1型）
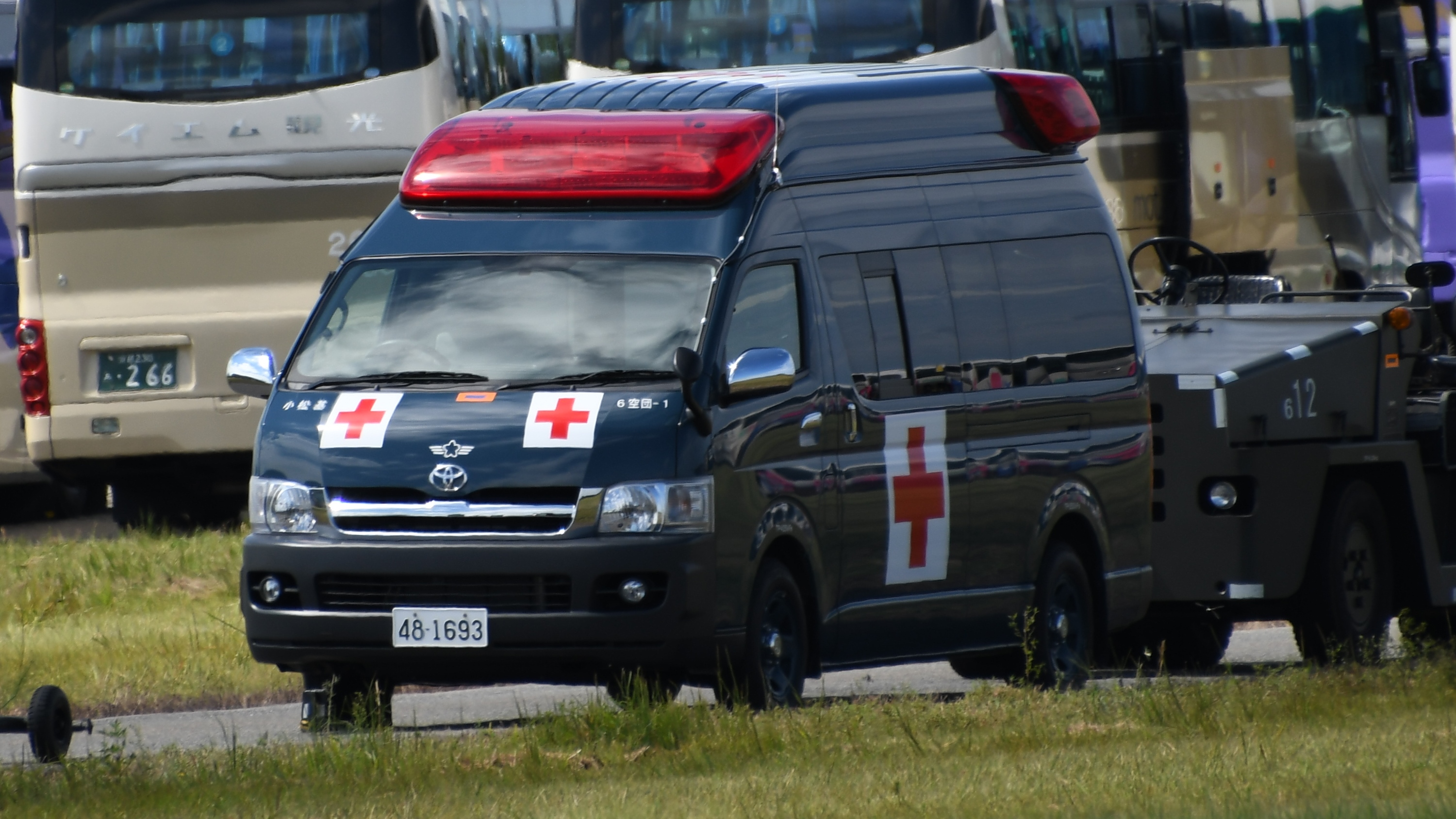
航空自衛隊基地 トヨタ救急車 （2B型）（1型）
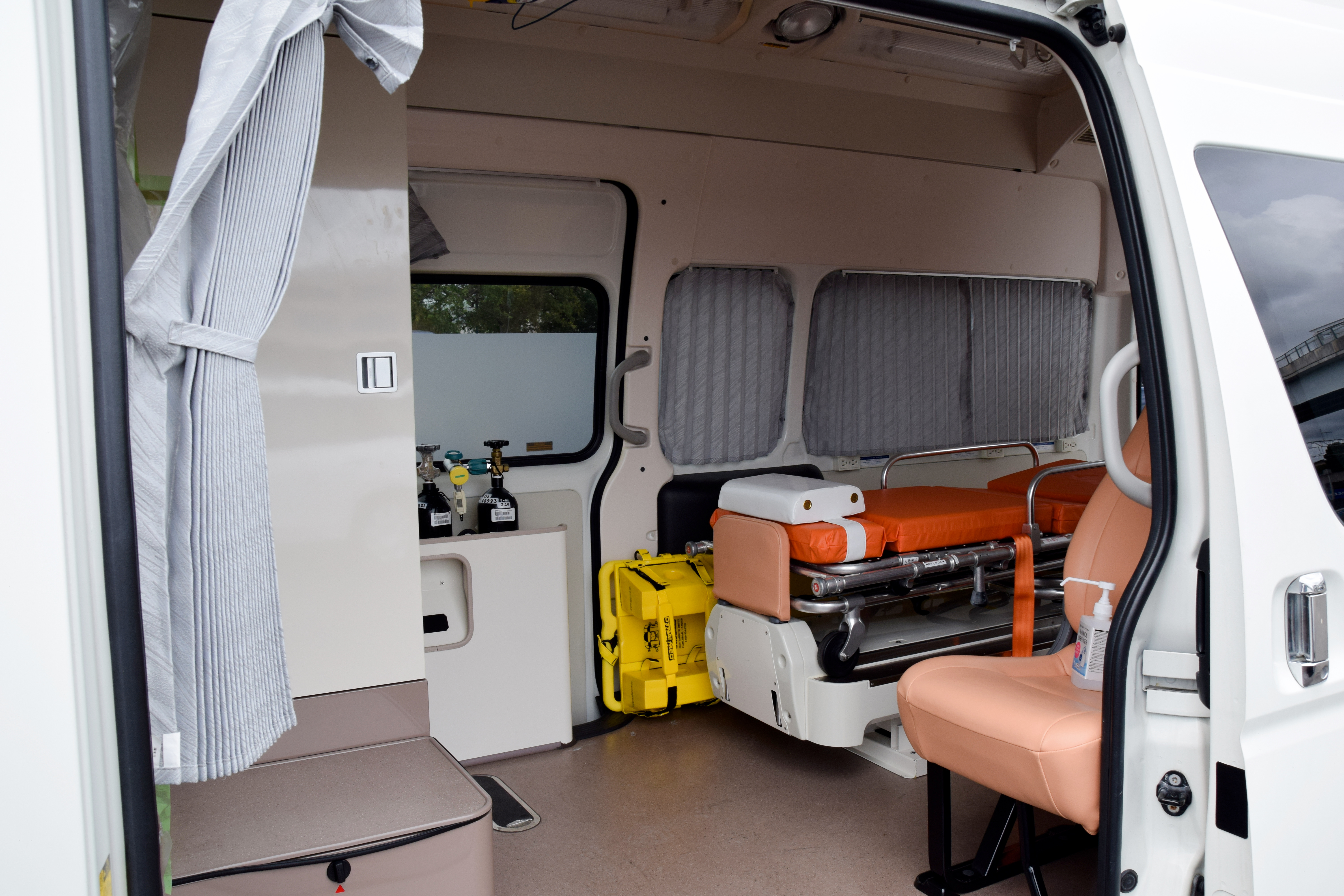
海上自衛隊基地 トヨタ救急車 （2B型）（3型）
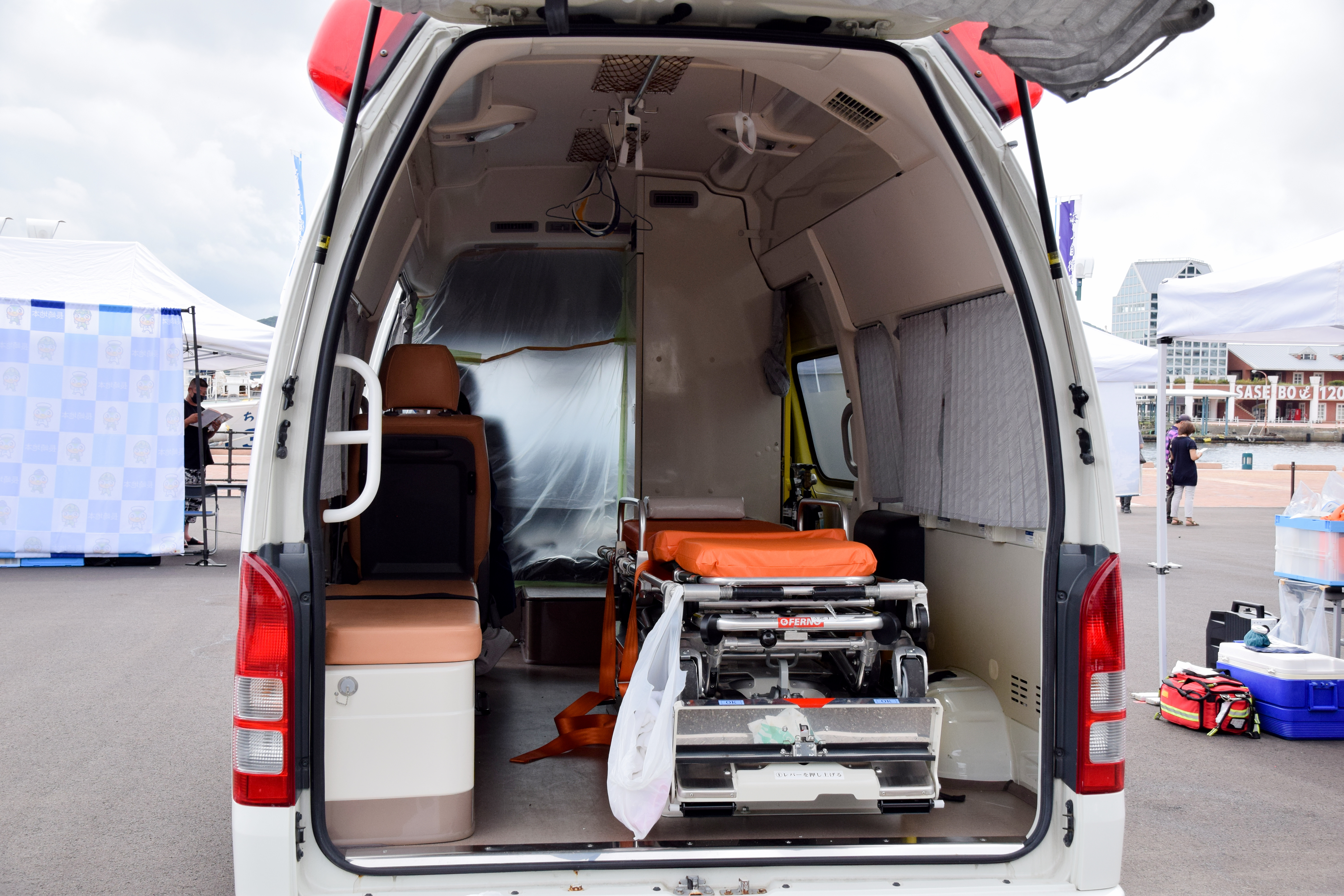
海上自衛隊基地 トヨタ救急車 （2B型）（3型）
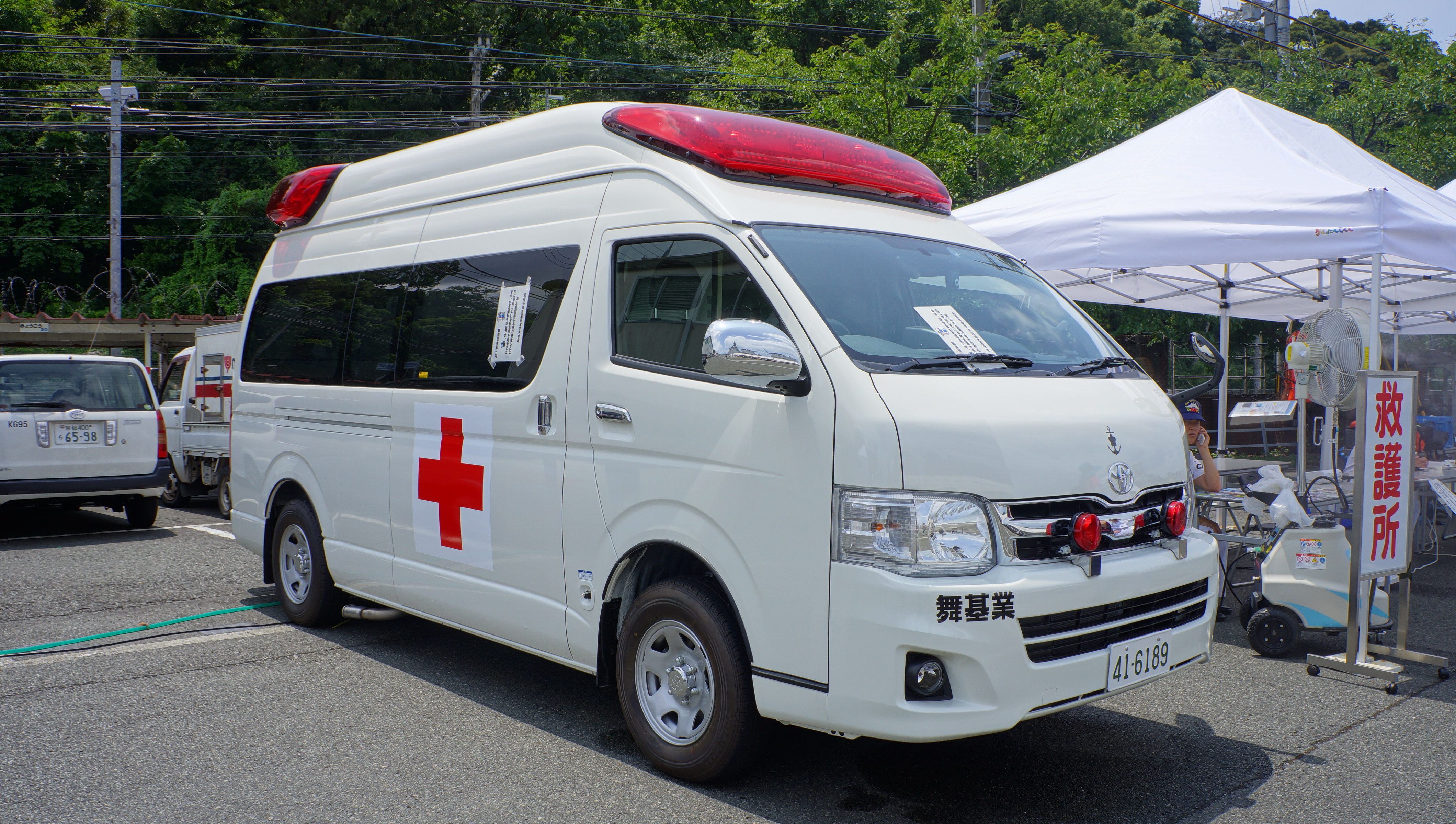
海上自衛隊基地 ハイメディック （3型）
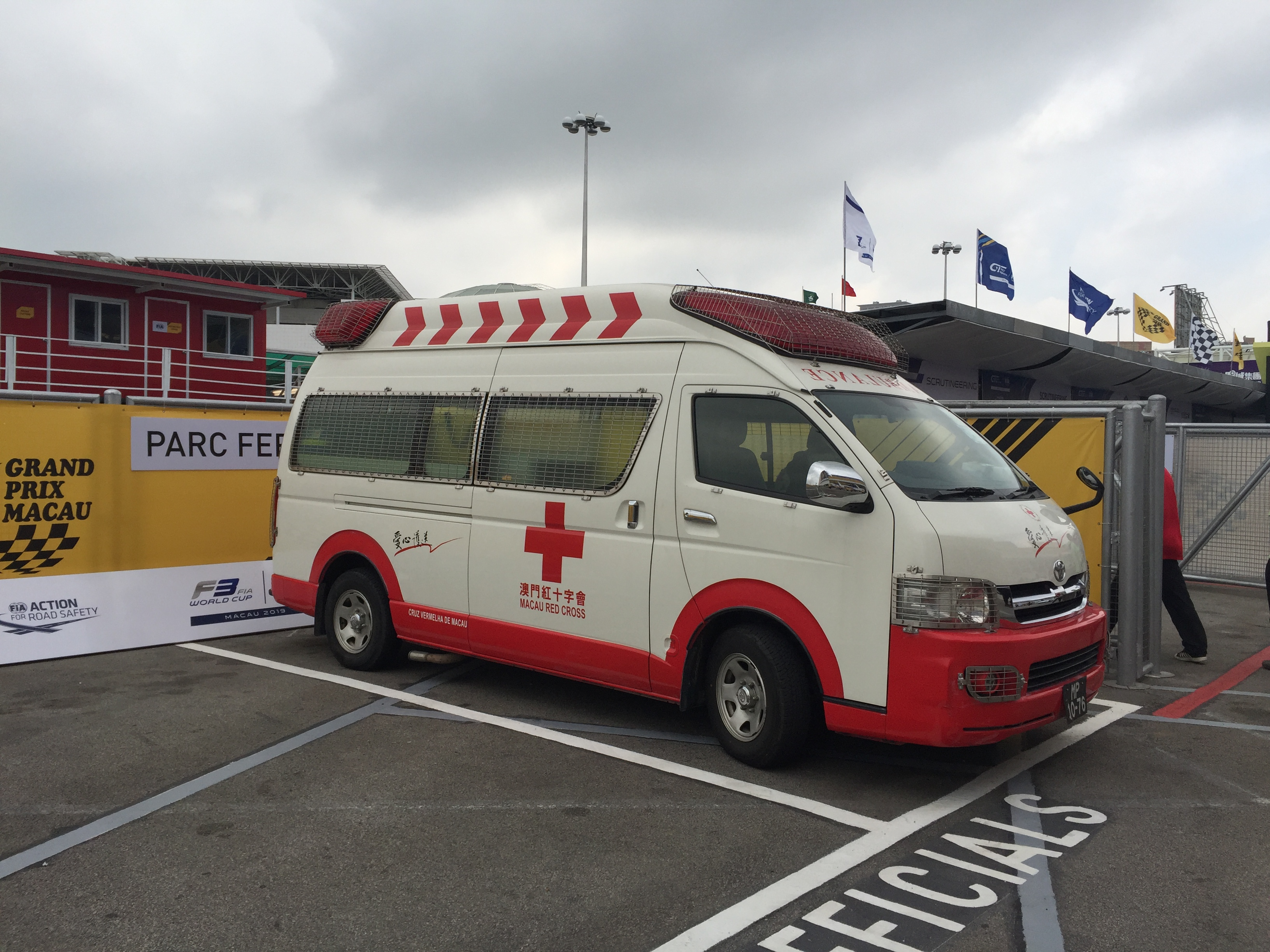
マカオ赤十字の 3代目ハイメディック

## 車名の由来
この車両のベースモデルとなるハイエースのハイと、パラメディック（救急救命士などの医療従事者の意。日産の同種の車種名の由来となった）を合わせた造語。

## 艤装・製造・販売
- 艤装 - トヨタカスタマイジング&ディベロップメント（TCD)
- 製造
  - 岐阜車体工業（岐阜県各務原市）
  - トヨタテクノクラフト横浜工場[注釈 7]（横浜市港北区、2006年夏まで）→TCD名古屋工場（愛知県東海市、2006年夏以降）
- 販売 - トヨタ店[注釈 8]（北海道日高振興局管内は2011年10月1日よりひだかトヨタ自動車販売、東京都は2019年4月1日よりトヨタモビリティ東京、神奈川県は2020年5月1日よりトヨタモビリティ神奈川、富山県は2021年1月1日よりトヨタモビリティ富山、大阪府は2006年8月8日より大阪トヨペット、沖縄県は2022年4月1日より沖縄トヨタ自動車運営のトヨタウン店）